# Iphiclides
Iphiclides är ett släkte av fjärilar som beskrevs av Jacob Hübner 1819. Iphiclides ingår i familjen riddarfjärilar. Släktet innehåller arterna Segelfjäril och Iphiclides podalirinus

## Bildgalleri

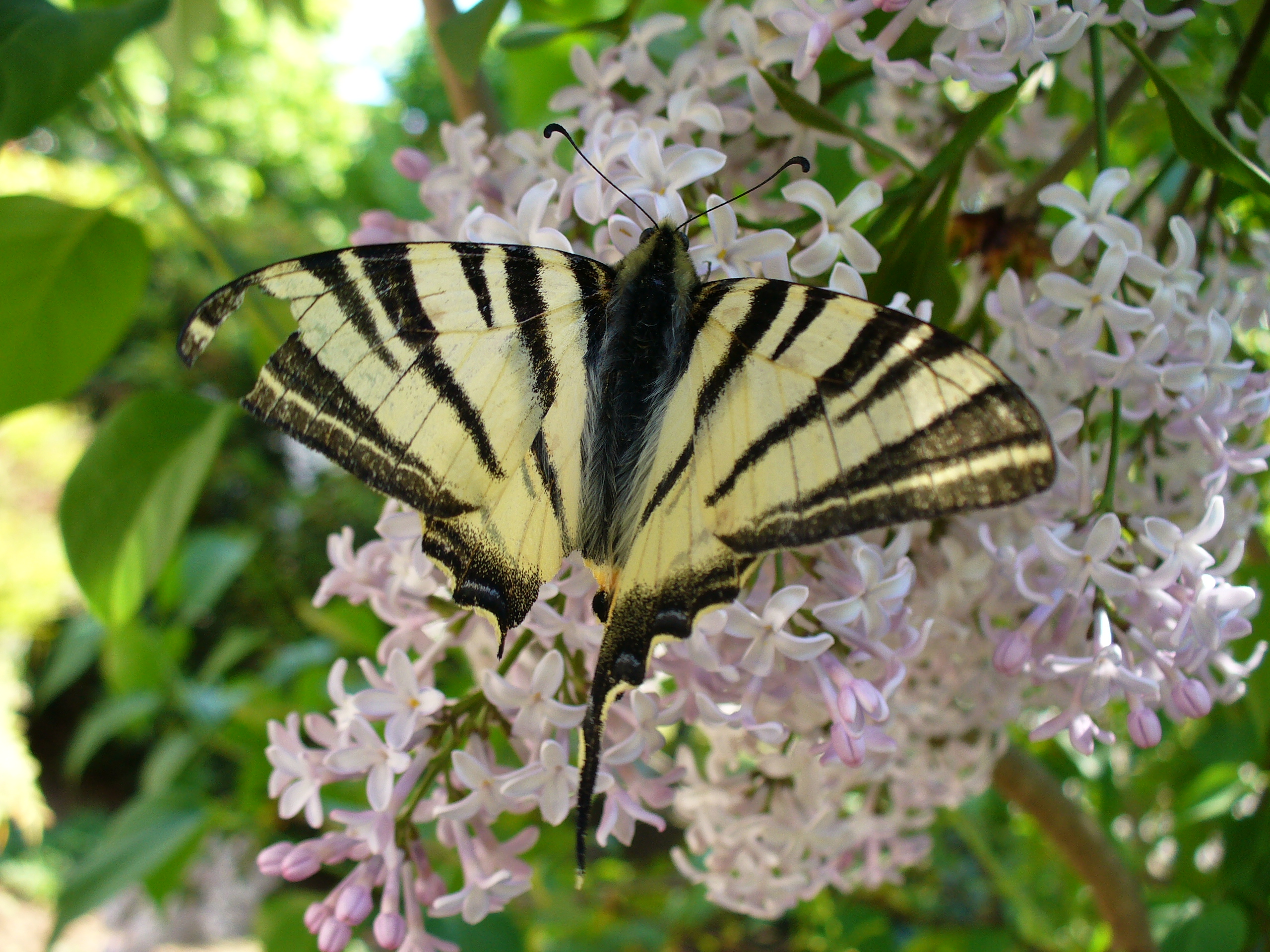
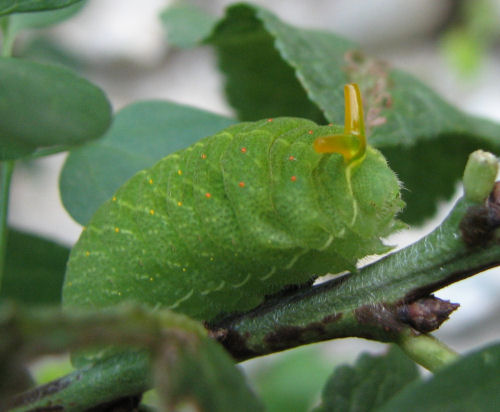
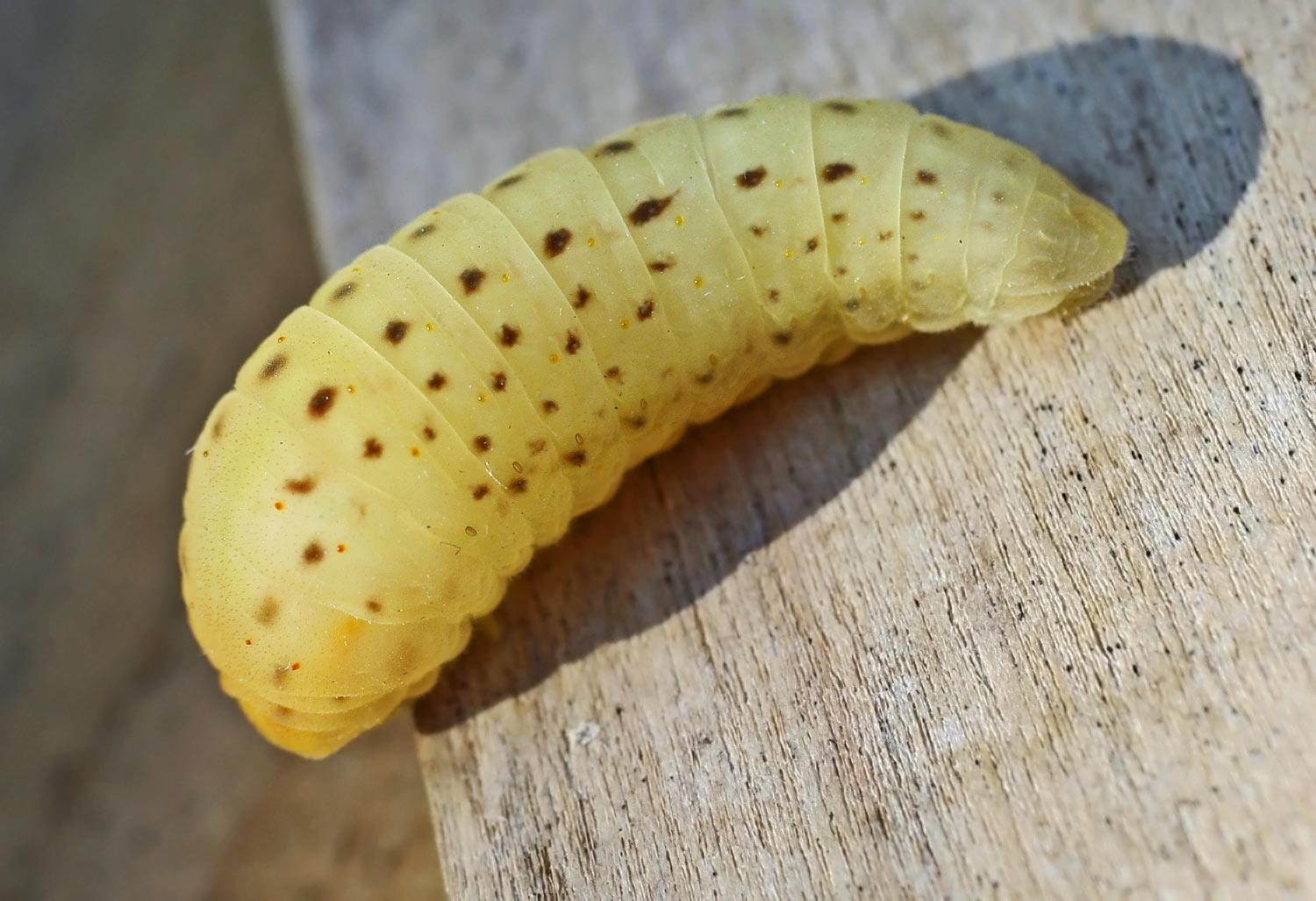